# AMC Rebel
AMC Rebel – samochód osobowy klasy wyższej produkowany pod amerykańską marką AMC w latach 1967 – 1970.

## Historia i opis modelu

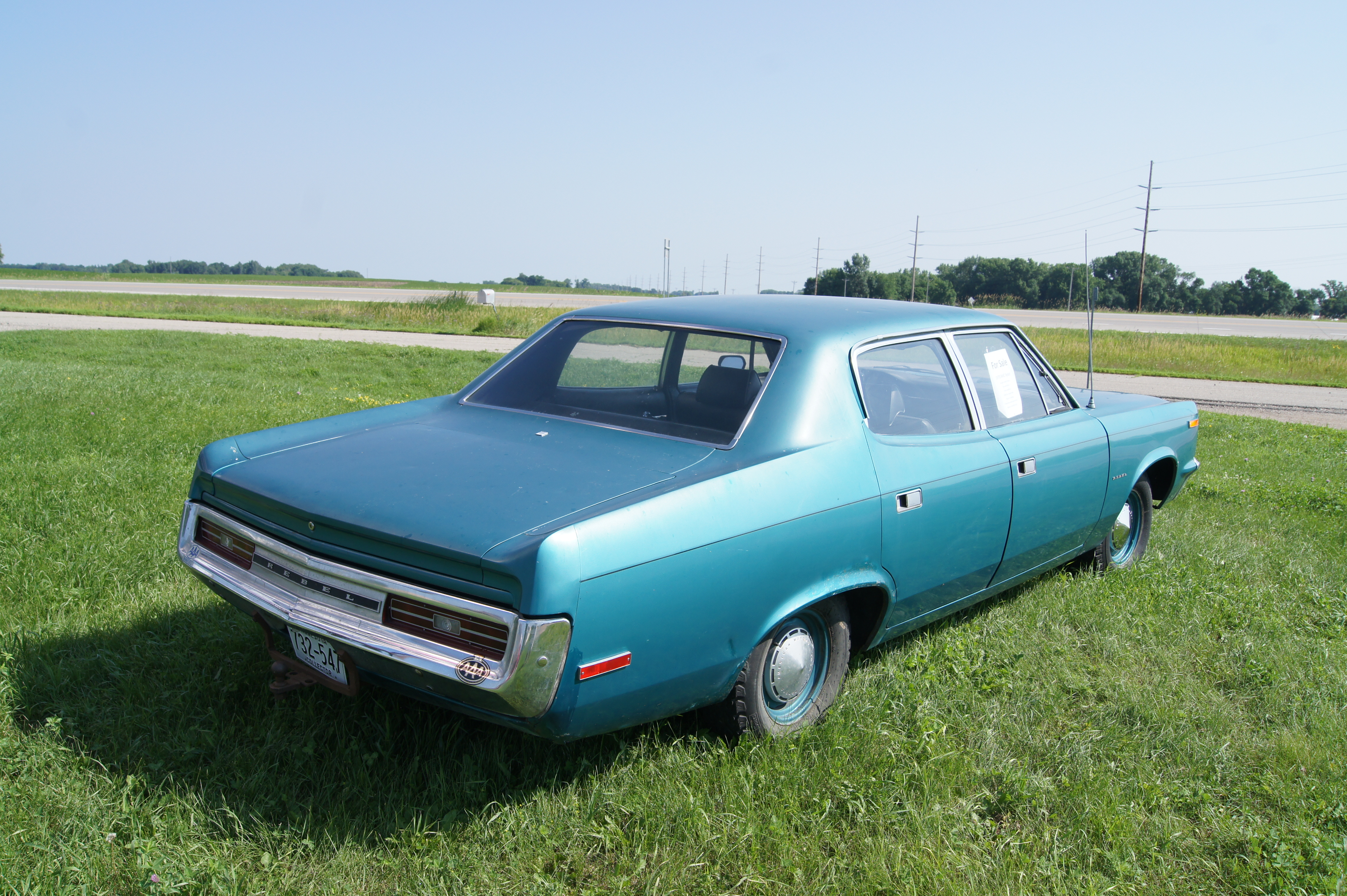
AMC Rebel - tył

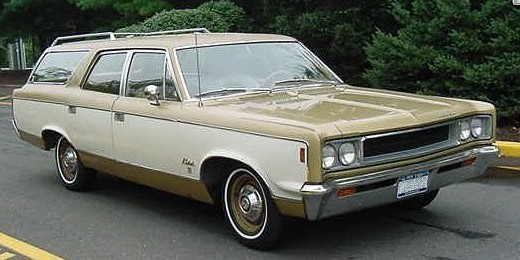
AMC Rebel Kombi

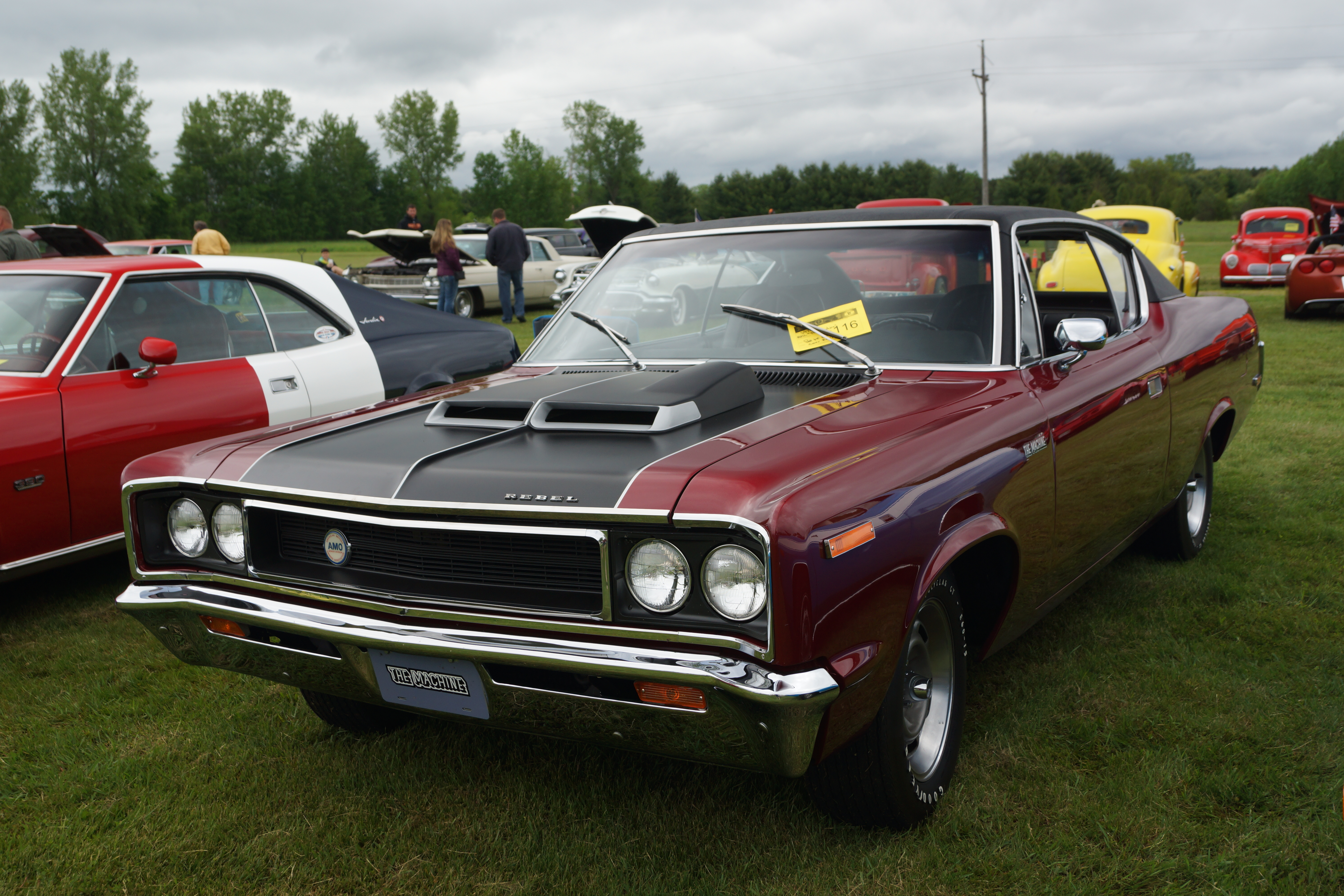
AMC Rebel "The Machine"

Był dostępny w wielu różnych wersjach nadwoziowych, jako 2-drzwiowy hardtop, 4-drzwiowy sedan, 4-drzwiowe kombi i 2-drzwiowy kabriolet. Dostępne silniki to R6, o pojemności 3.8 lub 4.1l, oraz V8 o pojemnościach od 4,8 do 6,4l.
W standardzie auto było wyposażone w 3-biegowe przekładnie ręczne, lub 3-stopniowy automat. Większość wersji można było ponadto otrzymać z 4- biegową przekładnią ręczną. W 1971 roku Rebel został całkowicie zastąpiony przez model Matador.

### Rebel "The Machine"
AMC Rebel "The Machine" - samochód sportowy, zaliczany do segmentu muscle car, jest to najmocniejsza wersja seryjna modelu AMC Rebel. Oficjalna prezentacja miała miejsce w Dallas 25 października 1969 roku. Pod maską pracował 6,4-litrowy silnik V8 o mocy 340 KM.
Do wyposażenia seryjnego należały hamulce tarczowe, szerokie ogumienie Goodyear z felgami 15 cali i fotele z centralnym podłokietnikiem. Nowe auto kosztowało 3.475 dolarów. Początkowo samochód malowany był w trójkolorowe barwy - biała karoseria z czerwono-białymi-niebieskimi paskami odblaskowymi, późniejsze egzemplarze miały inne kolory i często lakierowane na czarno maski. Samochód budowano tylko przez rok, powstało 2236 egzemplarzy.

### Silniki
- L6 3.8l
- L6 4.1l
- V8 4.8l
- V8 5.0l
- V8 5.6l
- V8 5.9l
- V8 6.4l

### Dane techniczne ("The Machine")[2]
- V8 6386 cm3
- Układ zasilania: gaźnik
- Średnica cylindra × skok tłoka: 105,8 x 90,8 mm
- Stopień sprężania: 10 : 1
- Moc maksymalna: 340 KM (209 kW) przy 5100 obr./min
- Maksymalny moment obrotowy: 583 N•m przy 3600 obr./min
- Przyspieszenie 0-100 km/h: 6,8 s
- Prędkość maksymalna: 200 km/h